# Cantoira
Cantoira is een gemeente in de Italiaanse provincie Turijn (regio Piëmont) en telt 552 inwoners (31-12-2004). De oppervlakte bedraagt 23,1 km², de bevolkingsdichtheid is 24 inwoners per km².

## Demografie
Cantoira telt ongeveer 298 huishoudens. Het aantal inwoners steeg in de periode 1991-2001 met 0,6% volgens cijfers uit de tienjaarlijkse volkstellingen van ISTAT.
| Jaar | Inwoneraantal |
| ---- | ------------- |
| 1991 | 541           |
| 2001 | 544           |

## Geografie
Cantoira grenst aan de volgende gemeenten: Locana, Chialamberto, Monastero di Lanzo, Ceres (TO).
1. ↑  https://demo.istat.it/?l=it.